# Шорт-трек на зимових Олімпійських іграх 2022
Змагання з шорт-треку на зимових Олімпійських іграх 2022 у Пекіні тривали з 5 до 16 лютого 2022 року у Столичному палаці спорту. В рамках змагання розіграно 9 комплектів нагород (4 у чоловіків, 4 у жінок та 1 змішаної дисципліни).
У липні 2018 року Міжнародний олімпійський комітет (МОК) офіційно додав до програми ігор змішану естафету на дистанцію 2000 метрів, збільшивши загальну кількість змагань до дев'яти.
Загалом на шорт-трек виділено було квотних місць 112 (52 місця для кожної статі), що на вісім менше ніж на зимових Олімпійських іграх 2018 року.

## Кваліфікація
Загалом у змаганні взяло участь 112 спортсмени (56 чоловіків та 56 жінок). Країнам було виділено квоти з урахуванням результатів Кубка світу 2021-22 років. Етапи Кубка світу відбулися восени 2021 року. Кожній країні було дозволено заявити не більше ніж п'ятьох спортсменів кожної статі, якщо країна кваліфікована на естафетну гонку, і трьох спортсменів, якщо немає кваліфікації на естафету.

## Розклад
Увесь час (UTC+8).
| Дата      | Час           | Змагання                  |
| --------- | ------------- | ------------------------- |
| 5 лютого  | 19:00 — 21:40 | Жінки, 500 м              |
| 5 лютого  | 19:00 — 21:40 | Чоловіки, 1000 м          |
| 5 лютого  | 19:00 — 21:40 | Змішана естафета, 2000 м  |
| 7 лютого  | 19:30 — 21:10 | Чоловіки, 1000 м          |
| 7 лютого  | 19:30 — 21:10 | Жінки, 500 м              |
| 9 лютого  | 19:00 — 21:30 | Жінки, 1000 м             |
| 9 лютого  | 19:00 — 21:30 | Жіноча естафета, 3000 м   |
| 9 лютого  | 19:00 — 21:30 | Чоловіки, 1500 м          |
| 11 лютого | 19:00 — 20:50 | Чоловіки, 500 м           |
| 11 лютого | 19:00 — 20:50 | Чоловіча естафета, 5000 м |
| 11 лютого | 19:00 — 20:50 | Жінки, 1000 м             |
| 13 лютого | 19:00 — 20:20 | Жіноча естафета, 3000 м   |
| 13 лютого | 19:00 — 20:20 | Чоловіки, 500 м           |
| 16 лютого | 19:30 — 21:30 | Жінки, 1500 м             |
| 16 лютого | 19:30 — 21:30 | Чоловіча естафета, 5000 м |

## Чемпіони та медалісти

### Таблиця медалей
*   Країна-господарка (Китай)
| Місце               | Країна                     | Золото | Срібло | Бронза | Загалом |
| ------------------- | -------------------------- | ------ | ------ | ------ | ------- |
| 1                   | Південна Корея             | 2      | 3      | 0      | 5       |
| 2                   | Китай*                     | 2      | 1      | 1      | 4       |
| 2                   | Нідерланди                 | 2      | 1      | 1      | 4       |
| 4                   | Італія                     | 1      | 2      | 1      | 4       |
| 5                   | Канада                     | 1      | 1      | 2      | 4       |
| 6                   | Угорщина                   | 1      | 0      | 2      | 3       |
| 7                   | Олімпійський комітет Росії | 0      | 1      | 1      | 2       |
| 8                   | Бельгія                    | 0      | 0      | 1      | 1       |
| Загалом (8 збірних) | Загалом (8 збірних)        | 9      | 9      | 9      | 27      |

### Змагання

#### Чоловіки
| Дисципліна           | Золото                                                                               | Золото   | Срібло                                                                              | Срібло   | Бронза                                                                      | Бронза   |
| -------------------- | ------------------------------------------------------------------------------------ | -------- | ----------------------------------------------------------------------------------- | -------- | --------------------------------------------------------------------------- | -------- |
| 500 метрів           | Лю Шаоан · Угорщина                                                                  | 40.338   | Костянтин Івлієв · Олімпійський комітет Росії                                       | 40.431   | Стівен Дюбуа · Канада                                                       | 40.669   |
| 1000 метрів          | Жень Цзивей · Китай                                                                  | 1:26.768 | Лі Веньлун · Китай                                                                  | 1:29.917 | Лю Шаоан · Угорщина                                                         | 1:35.693 |
| 1500 метрів          | Хван Те Хон · Південна Корея                                                         | 2:09.219 | Стівен Дюбуа · Канада                                                               | 2:09.254 | Семен Єлістратов · Олімпійський комітет Росії                               | 2:09.267 |
| естафета 5000 метрів | Канада · Шарль Амлен · Стівен Дюбуа · Джордан П'єр-Жиль · Паскаль Діон · Максім Лаун | 6:41.257 | Південна Корея · Лі Джун Со · Хван Те Хон · Квак Юн Гі · Парк Джан Хюк · Кім Дон Ук | 6:41.679 | Італія · П'єтро Сігель · Юрі Конфортола · Томмазо Дотті · Андреа Кассінеллі | 6:43.431 |

#### Жінки
| Дисципліна           | Золото                                                                              | Золото   | Срібло                                                            | Срібло   | Бронза                                                   | Бронза   |
| -------------------- | ----------------------------------------------------------------------------------- | -------- | ----------------------------------------------------------------- | -------- | -------------------------------------------------------- | -------- |
| 500 метрів           | Аріанна Фонтана · Італія                                                            | 42.488   | Сюзанне Схюлтінг · Нідерланди                                     | 42.559   | Кім Бутен · Канада                                       | 42.724   |
| 1000 метрів          | Сюзанне Схюлтінг · Нідерланди                                                       | 1:28.391 | Чхве Мін Джон · Південна Корея                                    | 1:28.443 | Анне Десмет · Бельгія                                    | 1:28.928 |
| 1500 метрів          | Чхве Мін Джон · Південна Корея                                                      | 2:17.789 | Аріанна Фонтана · Італія                                          | 2:17.862 | Сюзанне Схюлтінг · Нідерланди                            | 2:17.865 |
| естафета 3000 метрів | Нідерланди · Сюзанне Схюлтінг · Сельма Паутсма · Ксандра Велзебур · Яра ван Керкгоф | 4:03.409 | Південна Корея · Со Ві Мін · Чхве Мін Джон · Кім А Ран · Лі Ю Бін | 4:03.627 | Китай · Цюй Чуньюй · Хань Ютон · Фань Кесінь · Чжан Ютін | 4:03.863 |

#### Змішанні
| Дисципліна                   | Золото                                                                | Золото   | Срібло | Срібло   | Бронза                                                                                    | Бронза   |
| ---------------------------- | --------------------------------------------------------------------- | -------- | --- | -------- | ----------------------------------------------------------------------------------------- | -------- |
| змішана естафета 2000 метрів | Китай · Цюй Чуньюй · Фань Кесінь · У Дацзін · Жень Цзивей · Чжан Ютін | 2:37.348 | Італія · Аріанна Фонтана · Мартіна Вальчепіна · П'єтро Сігель · Андреа Кассінеллі · Аріанна Вальчепіна · Юрі Конфортола | 2:37.364 | Угорщина · Петра Ясапаті · Софія Конья · Лю Шаоан · Лю Шандор Шаолінь · Джон-Генрі Крюгер | 2:40.900 |